# Exogone exmouthensis
Exogone exmouthensis är en ringmaskart som beskrevs av Hartmann-Schröder 1980. Exogone exmouthensis ingår i släktet Exogone och familjen Syllidae. Inga underarter finns listade i Catalogue of Life.